# Tomasz Skorupa
Tomasz Skorupa (ur. 1966) − ukończył filologię romańską na Uniwersytecie Śląskim w Katowicach. 
Współzałożyciel Teatru GuGalander (w zespole do roku 1991), sporadycznie współpracował z nim w latach 1992−1994. 
Teatr Śląski w Katowicach wystawił jego sztukę pt. Kitta Kergulena napisaną wspólnie z Dariuszem Rzontkowskim, z którym stale współpracuje jako copywriter w jednej z warszawskich agencji reklamowych.